# Carbondale (Kansas)
Carbondale es una ciudad ubicada en el condado de Osage en el estado estadounidense de Kansas. En el año 2010 tenía una población de 1437 habitantes y una densidad poblacional de 718,5 personas por km².

## Geografía
Carbondale se encuentra ubicada en las coordenadas 38°49′6″N 95°41′30″O / 38.81833, -95.69167 (38.818411, -95.691533).

## Demografía
Según la Oficina del Censo en 2000 los ingresos medios por hogar en la localidad eran de $31,550 y los ingresos medios por familia eran $39,226. Los hombres tenían unos ingresos medios de $29,226 frente a los $21,300 para las mujeres. La renta per cápita para la localidad era de $14,729. Alrededor del 11.1% de la población estaban por debajo del umbral de pobreza.